# Leonor Filho
Joaquim da Silva Leonor Filho, mais conhecido como Leonor Filho (São Luís, 1941 - São Luís, 12 de outubro de 2009), foi jornalista e radialista brasileiro, com base no Maranhão.
Leonor Filho iniciou a carreira radialista em 1956, passando por rádios AMs em São Luís e interior do Maranhão.
Leonor Filho foi locutor da Rádio Mirante em São Luís e escrevia na coluna Antena 1 no Caderno Alternativo, no jornal O Estado do Maranhão, sobre o que acontecia nas emissoras de rádios e TVs no Brasil e no estado maranhense.
Por conta da doença de próstata, descoberta em 2006, deixou a rádio e passou apenas a escrever no jornal, mas deixou o jornal para se tratar, posto assumido pelo filho, mas morreu na noite de 12 de outubro de 2009, aos 68 anos. Foi enterrado às 17h no dia 13 de outubro, que contou cobertura da imprensa local.

## Referência
- Morre o radialista maranhense Joaquim da Silva Leonor Filho[ligação inativa], Portal IMPRENSA, 13 de outubro de 2009, 16:35